# Adresse (henvendelse)
 For alternative betydninger, se Adresse. (Se også artikler, som begynder med Adresse)
Adresse bruges i statsretlig forstand særlig om henvendelser fra folkerepræsentationen til monarken.
Når der i forfatningen, således som i vor grundlov § 45 udtrykkeligt er tillagt hvert af kamrene en ret til at indgive adresse til kongen, ligger deri, at kongen er forpligtet til at modtage og efter omstændighederne besvare slige henvendelser. Denne ret havde størst betydning, så længe kamrene ikke selv havde ret til at foreslå love, men lovinitiativet alene tilkom kongen, eller hvor stænderne endog kun havde rådgivende medvirkning; de kunde da i form af andragende, besværing eller adresse frembære deres ønsker for kongen. En sådan ret var tillagt de danske rådgivende provinsialstænder efter anordning af 28. maj 1831 § 5, ligesom efter fællesforfatningen af 2. oktober 1855 § 46 rigsrådet, der ikke havde lovinitiativ, kunne indgive andragender og besværinger til kongen. ligeledes kunne denne ret, der er hjemlet kamrene ved næsten alle forfatninger, før parlamentarismens indførelse tjene som et middel for repræsentationen til at udøve indflydelse på regeringens sammensætning, i hvilken henseende det rigtignok ofte gjorde stor forskel, om en slig adresse udgik fra begge kamre eller kun fra det ene af dem. Således bevirkede en enslydende adresse fra Landsting og Folketing til kongen det ørstedske ministeriums afgang 1854, medens derimod adresse fra Folketinget alene 1873, 1883 og 1885 for at bevirke Ministeriet Estrups afgang, hvilke hver gang besvaredes med en modadresse fra Landstinget, blev uden virkning. I lande, hvor parlamentarismen er indført, således at kamrene selv er i stand til ved at vedtage et mistillidsvotum at bevirke ministeriets afgang, og hvor kamrene ligeledes har fuldt lovinitiativ og ved hjælp af forespørgsler til regeringen kan sætte ethvert spørgsmål under debat, har den direkte henvendelse til kongen selv i det væsentlige tabt sin bet. dog benyttes formen endnu bestandig i Englands forfatning, idet hvert årligt parlament altid åbnes med en trontale, affattet af regeringen og oplæst af kongen eller hans repræsentant, der derefter giver anledning til en stor debat, kaldet adressedebatten, fordi den altid afsluttes med vedtagelsen af en adresse til kongen, der indeholder underhusets svar på trontalen. Også borgerne i almindelighed kan naturligvis indgive adresse til kongen, jfr. som eksempel den berømte adresse fra Københavns borgere til kong Frederik 7. den 21. marts 1848 om at tage ny ministre, men noget forfatningsmæssigt krav på at se en sådan henvendelse modtaget og besvaret har de ikke.